# Zgrabiarka

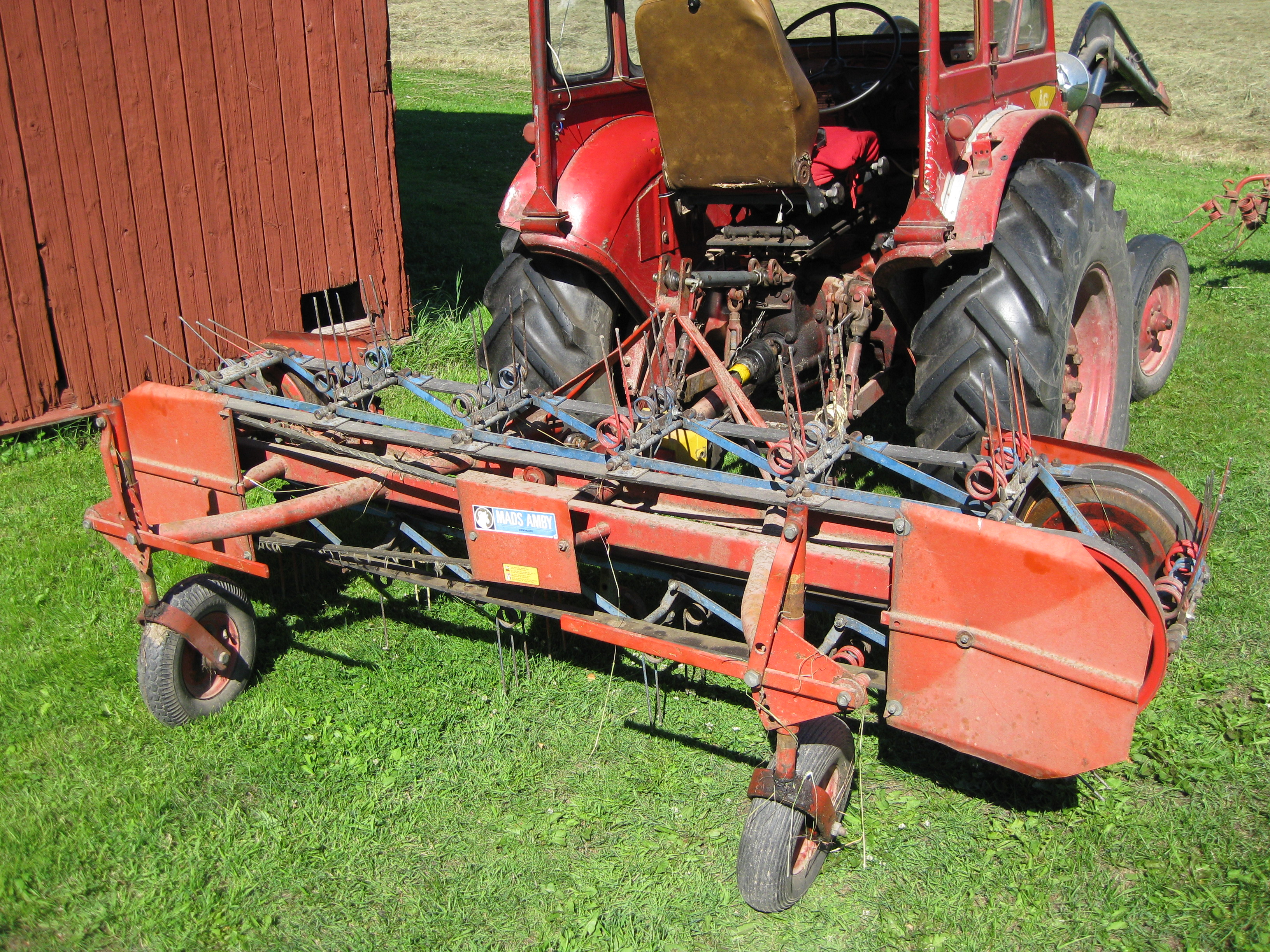
Zgrabiarka ciągnikowa

Zgrabiarka – maszyna rolnicza służąca do mechanicznego zagrabiania suchej trawy, czyli siana.
Jej funkcja polega na podgrabianiu i zgrabianiu siana w tzw. wałki, aby ułatwić jego późniejszą ręczną lub mechaniczną zbiórkę.
Zgrabianie jest jedną z kilku czynności w procesie zbioru siana. Należą do nich m.in.: koszenie, przetrząsanie, zgrabianie i zbieranie (prasowanie).
Zgrabiarki  można podzielić na dwa rodzaje:
- konne (można zaliczyć już do eksponatów historycznych),
- przystosowane do współpracy z ciągnikiem rolniczym (na kołach lub montowane bezpośrednio do ciągnika za pomocą trójpunktowego układu zawieszenia (TUZ).

Występują także maszyny uniwersalne: przetrząsaczo-zgrabiarki.

## Konstrukcje zgrabiarek
- Zgrabiarka rotacyjna dwuwirnikowa

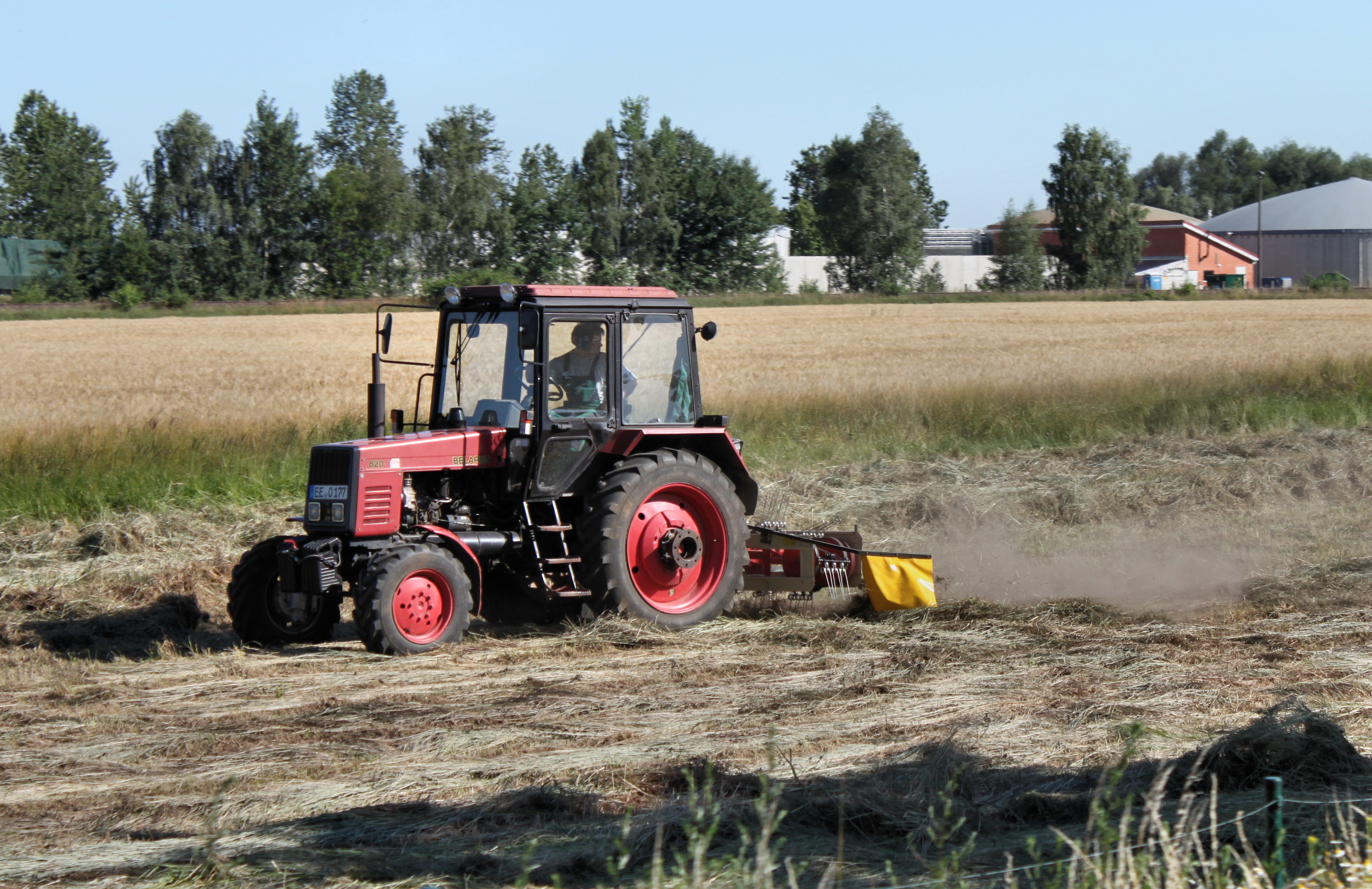
Zgabiarka pasowa
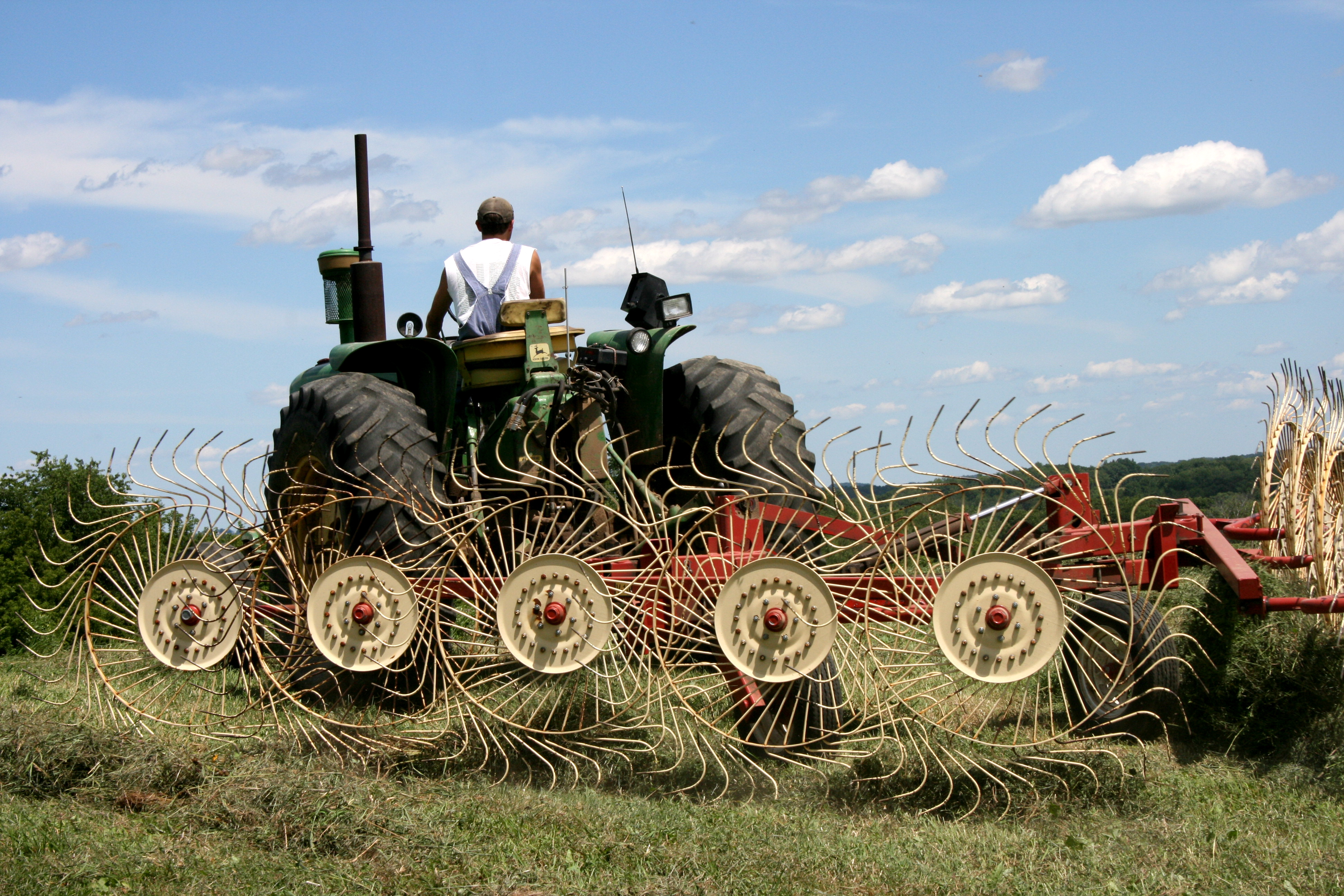
Zgrabiarka tarczowa
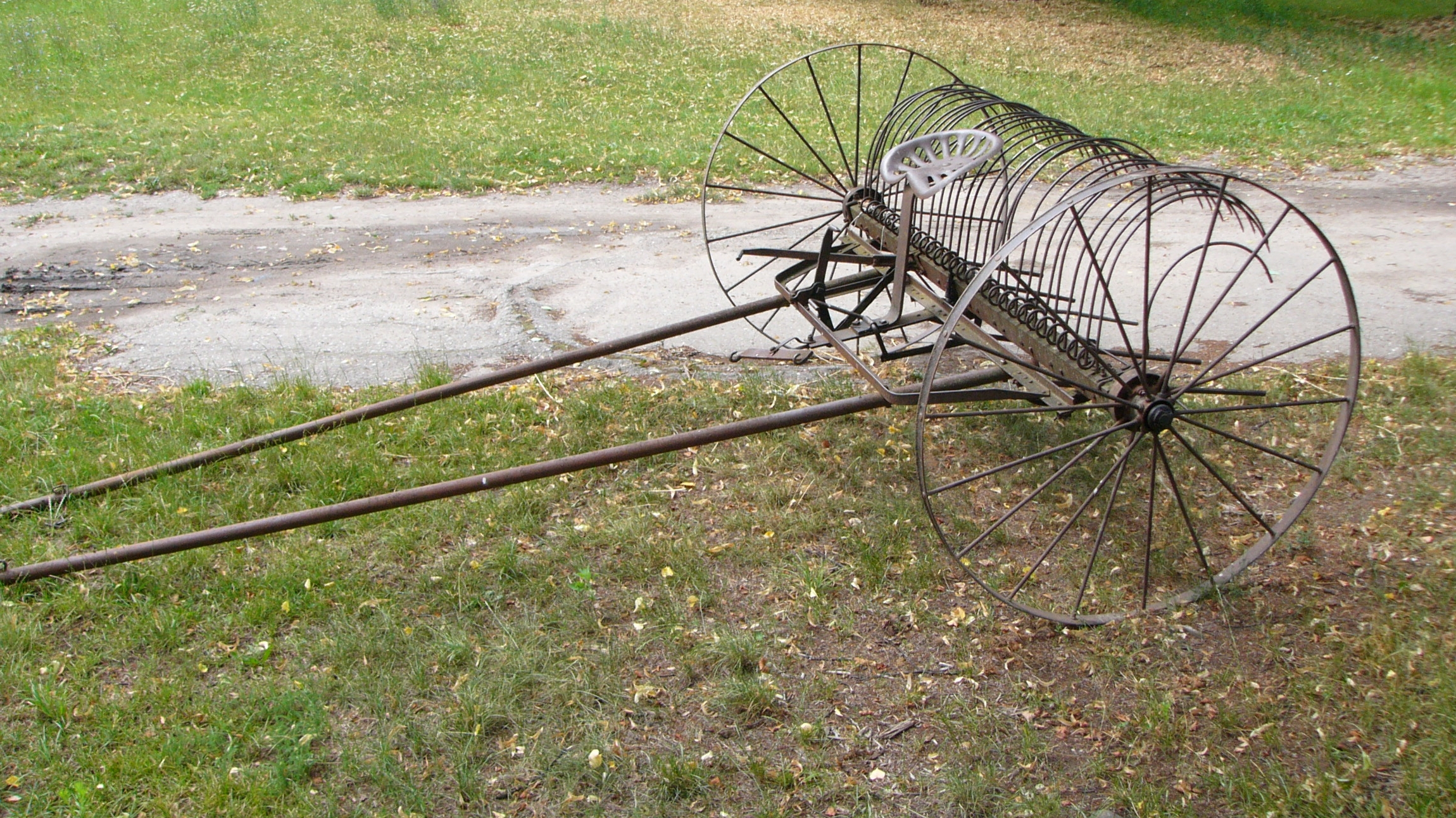
Zgrabiarka konna